# Batis soror
Batis soror е вид птица от семейство Platysteiridae.

## Разпространение
Видът е разпространен в Кения, Малави, Мозамбик, Танзания и Зимбабве.